# Land- und Stadtgericht Bartenstein
Das Land- und Stadtgericht Bartenstein war von 1822 bis 1849 ein preußisches Land- und Stadtgericht mit Sitz in Bartenstein.

## Geschichte
Das Land- und Stadtgericht Bartenstein wurde 1822 aus dem Stadtgericht Bartenstein dem Justizamt Bartenstein und anderem gebildet. Es war ein Gericht 2. Klasse im Sprengel des Oberlandesgerichts Königsberg.
1837 umfasste der Gerichtsbezirk die Stadt Bartenstein mit 3912 Gerichtseingesessenen und 29 Ortschaften mit 3574 Gerichtseingesessenen (zusammen also 7486 Gerichtseingesessene). Am Gericht waren ein Stadt- und Landrichter, ein Assessor und vier weitere Mitarbeiter beschäftigt.
Nach der Märzrevolution wurden 1849 einheitlich Kreisgerichte gebildet. In Bartenstein entstand so das Kreisgericht Bartenstein.